# Delphine Forest
Delphine Forest (* 28. August 1966 in Paris; † 31. Januar 2020 ebendort) war eine  französische Schauspielerin.

## Leben
Delphine Forest war die Tochter einer Professorin und zeitweiligen Rektorin der Universität Paris VII. Ihr Vater war Arzt. Während ihrer Ausbildung besuchte sie die École Alsacienne. Dort entdeckte sie ihre Liebe zum Theater. Sie bewarb sich erfolglos am Conservatoire de Paris. Danach schrieb sie sich am Cours Simon und parallel bei Langes O, Bereich Russistik ein. Später diplomierte sie am Institut für Edelsteine in Moskau. 
Sie war Mutter von drei Kindern, lebte in Paris und Moskau.

## Filmografie
- 1988: Bonjour l’angoisse
- 1989: Au bonheur des chiens
- 1989: Boris Godunow
- 1989: Die Verlobten (I promessi sposi, Miniserie)
- 1990: Hitlerjunge Salomon
- 1990: Les Amusements de la vie privée
- 1990: Spatzi, Fratzi & Co. (C'era un castello con 40 cani)
- 1991: Mindbender
- 1993: Le Nombril du Monde
- 1993: Mauvais garcon
- 2006: Der stille Don (Тихий Дон, Miniserie)